# Samuel Haus

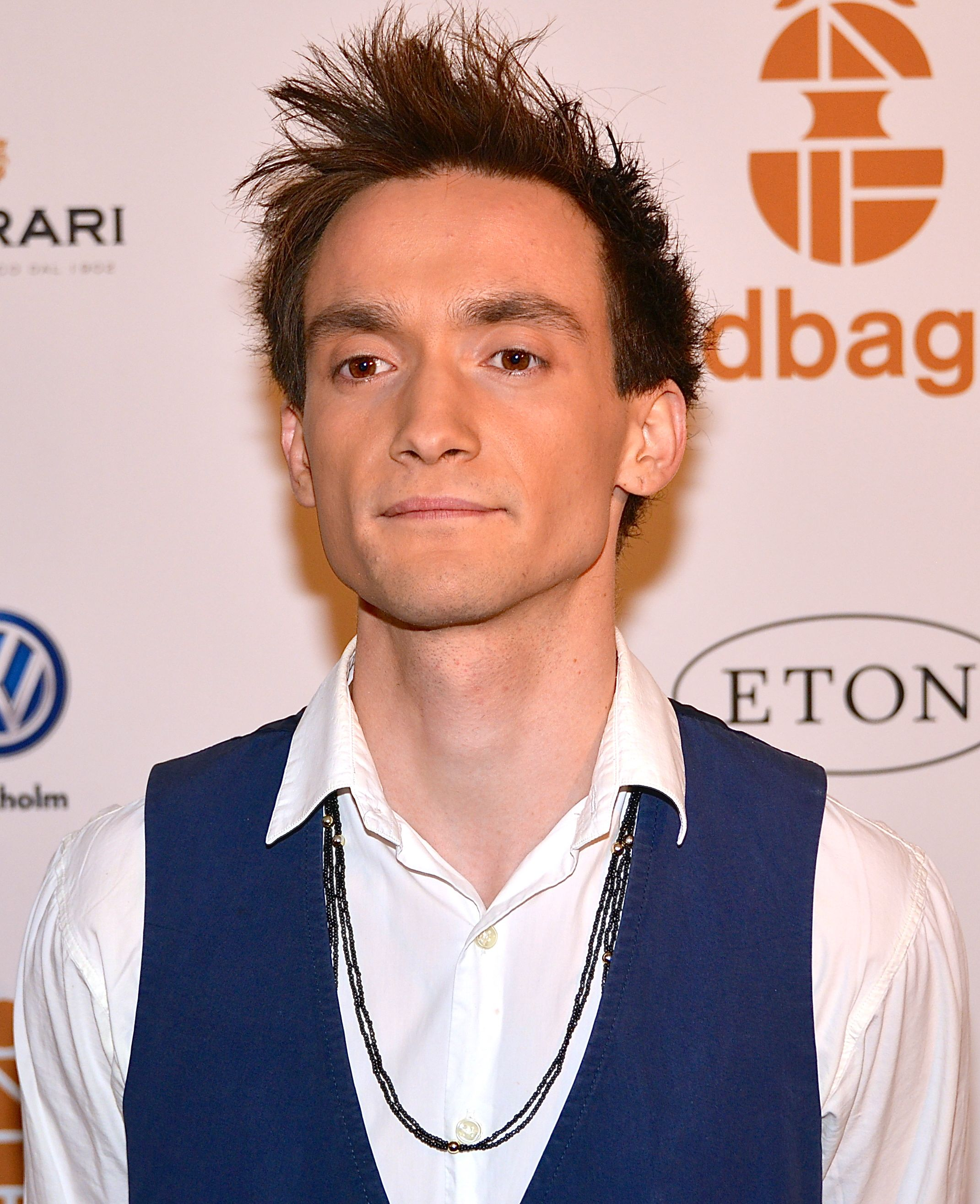
Samuel Haus (2013)

Mihai Samuel Haus (* 1. April 1990 in Iași, Rumänien) ist ein schwedischer Schauspieler rumänischer Abstammung.
Er wurde bekannt durch die Titelrolle in Tsatsiki – Tintenfische und erste Küsse (1999) und Tsatsiki – Freunde für immer (2001). Als Synchronsprecher lieh er „George Little“ in der schwedischen Version von Stuart Little (2000) und Stuart Little 2 (2002) seine Stimme. Seit 2009 wirkte er wieder in einigen schwedischen Produktionen mit.
Als Gaststar ist er 1999 in der schwedischen Sendung Lilla aktuellt aufgetreten sowie am 1. November 2002 in der deutschen Harald Schmidt Show.
Samuel Haus ging seit der ersten Klasse in die Tyska skolan (Deutsche Schule) in Stockholm. Er hat eine Schwester namens Calina. Nachdem seine Eltern gestorben waren, hatten Ingrid und Stefan Haus, die in Spånga, Stockholm als Lehrer arbeiten, ihn adoptiert. Seine Großmutter mütterlicherseits lebt immer noch in Rumänien. Samuel Haus spendet regelmäßig für Kinderhilfsorganisationen und unterstützt ein Kind, das in Sunday Adombila in Ghana lebt.

## Weblink/Quelle
- Samuel Haus bei IMDb

| Personendaten    | Personendaten             |
| ---------------- | ------------------------- |
| NAME             | Haus, Samuel              |
| KURZBESCHREIBUNG | schwedischer Schauspieler |
| GEBURTSDATUM     | 1. April 1990             |
| GEBURTSORT       | Iași, Rumänien            |